# Mirostenella articulata
Mirostenella articulata är en korallart som beskrevs av Bayer 1988. Mirostenella articulata ingår i släktet Mirostenella och familjen Primnoidae.
Artens utbredningsområde är Södra Ishavet. Inga underarter finns listade i Catalogue of Life.